# 耶律元寧
耶律元宁（939年—1008年），字安世，契丹名喜罗，出身北大王府（五院部），辽朝官员。

## 生平
耶律元宁通晓小经（《易经》《书经》《公羊传》《谷梁传》）。早年曾征伐党项夏州政权，从祖弟因为失旗鼓之利请求支援，耶律元宁率领骁骑不到一百人，深入敌阵，获得所失兵器而还。因功授北大王府管军司徒。后宋太宗北征，辽景宗派将分兵防御，耶律元宁奉命防备东路，和西路的的北大王惕隐联合击败宋军，因功授奉国节度，管内观察处置等使、金紫崇禄大夫、检校司徒、持节辰州诸军事、行辰州刺史、兼御史大夫、上柱国。在任有政绩。统和十一年（993年），调任权东京统军兵马都监，随兰陵王萧恒德东征高丽王朝。耶律元宁为前锋，在建安之南击败高丽军三千余人，迫使高丽国王请降。他在鸭绿江边主持修筑来远城，担任兵马都部署。数年后，转任金紫崇禄大夫、检校太保、守右监门卫上将军、兼御史大夫、上柱国。统和十六年（998年）二月，转任东京中台省左平章事，加忠义奉节功臣，进封漆水县开国子、食邑五百户。后加检校太尉。统和二十六年（1008年）六月二十九日，在中京东南行在病逝，享年七十岁。同年冬，在黄柏岭的东原其父墓地之西安葬。

## 家庭
- 祖父：曷鲁辖麦哥
  - 父亲：耶律开里，官至东京统军使、镇国军节度使、检校太师、同政事门下平章事
  - 母亲：兰陵郡夫人萧氏
    - 弟弟：耶律迷离己、耶律阿钵
    - 耶律元宁
    - 妻子：兰陵郡夫人萧氏，西南路招讨都监太尉的大女儿，封乙失娩
      - 儿子：耶律天王奴、耶律叹阿钵、耶律宝奴
      - 女儿：耶律蒲芦不（早夭）、耶律渠劣迷（嫁西南路招讨都监太尉之孙萧耻哥）